# Ward (Schiff)
Die USS Ward war ein im Ersten Weltkrieg gebauter US-amerikanischer Zerstörer der Wickes-Klasse. Das Schiff wurde nach James H. Ward (1806–1861) benannt, dem ersten im Sezessionskrieg gefallenen US-amerikanischen Marineoffizier. Mit der Versenkung eines japanischen zur Aufklärung eingesetzten Kleinst-U-Bootes des Typs A eine Stunde vor dem Beginn des japanischen Angriffs auf Pearl Harbor am 7. Dezember 1941 gab der amerikanische Zerstörer den ersten Schuss des Pazifikkrieges ab.
Drei Jahre später wurde die inzwischen zu einem Zerstörer-Schnelltransporter umgebaute Ward durch einen Kamikazeangriff versenkt.

## Bau

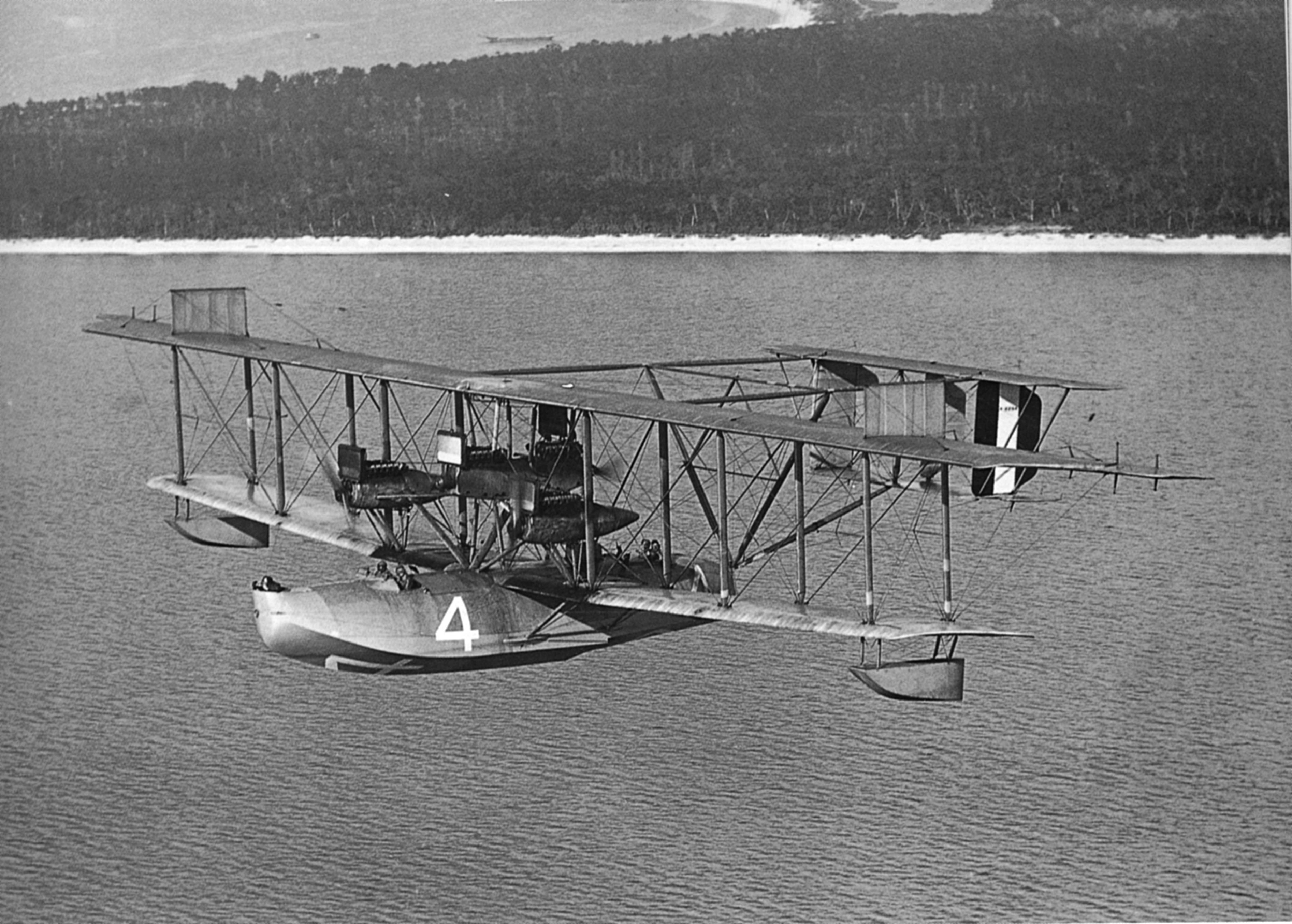
Die Curtiss NC-4

Die Ward wurde am 15. Mai 1918 auf der Marinewerft Mare Island in Kalifornien auf Kiel gelegt. Die Marinewerft in Vallejo (Kalifornien) baute seit Dezember 1917 (fünf) Zerstörer dieser Klasse. Aufgrund des Ersten Weltkrieges wurde der Bau der Ward mit größtmöglicher Geschwindigkeit vorangetrieben, der Stapellauf erfolgte bereits am 1. Juni und am 24. Juli 1918 wurde sie nach einer Bauzeit von vierzehn Monaten als drittes Schiff der Werft von dieser Klasse in Dienst gestellt. Dennoch nahm der gegen Ende 1918 in den Atlantik verlegte Zerstörer an keiner Kampfhandlung mehr teil.
Im Mai 1919 war die Ward einer von 54 Zerstörern, die zur Unterstützung des Transatlantikfluges der Curtiss-NC-Flugboote eingesetzt wurden. Der Zerstörer besetzte die Position 6 auf der Strecke von Neufundland zu den Azoren, auf der 22 Zerstörer in etwa 50 sm Abstand den Weg für die Flugboote markierten.
Im Juli 1919 wurde der Zerstörer wieder in den Pazifik verlegt, wo sie bis zu ihrer ersten Außerdienststellung und Einmottung als Teil der Reserveflotte im Juli 1921 blieb.
Im Juli 1920 war dem Zerstörer die Schiffskennung DD-139 zugeteilt worden.

## Zweiter Weltkrieg
Nach dem Ausbruch des Zweiten Weltkrieges und dem aus dem Kriegsverlauf resultierendem gesteigerten Bedarf an Zerstörern wurde die Ward nach fast 20 Jahren im Januar 1941 wieder reaktiviert. Sie wurde der Pazifikflotte zugeteilt und dort für lokale Patrouillen in den Gewässern von Hawaii eingesetzt.

### Sicherungseinsatz vor Pearl Harbor

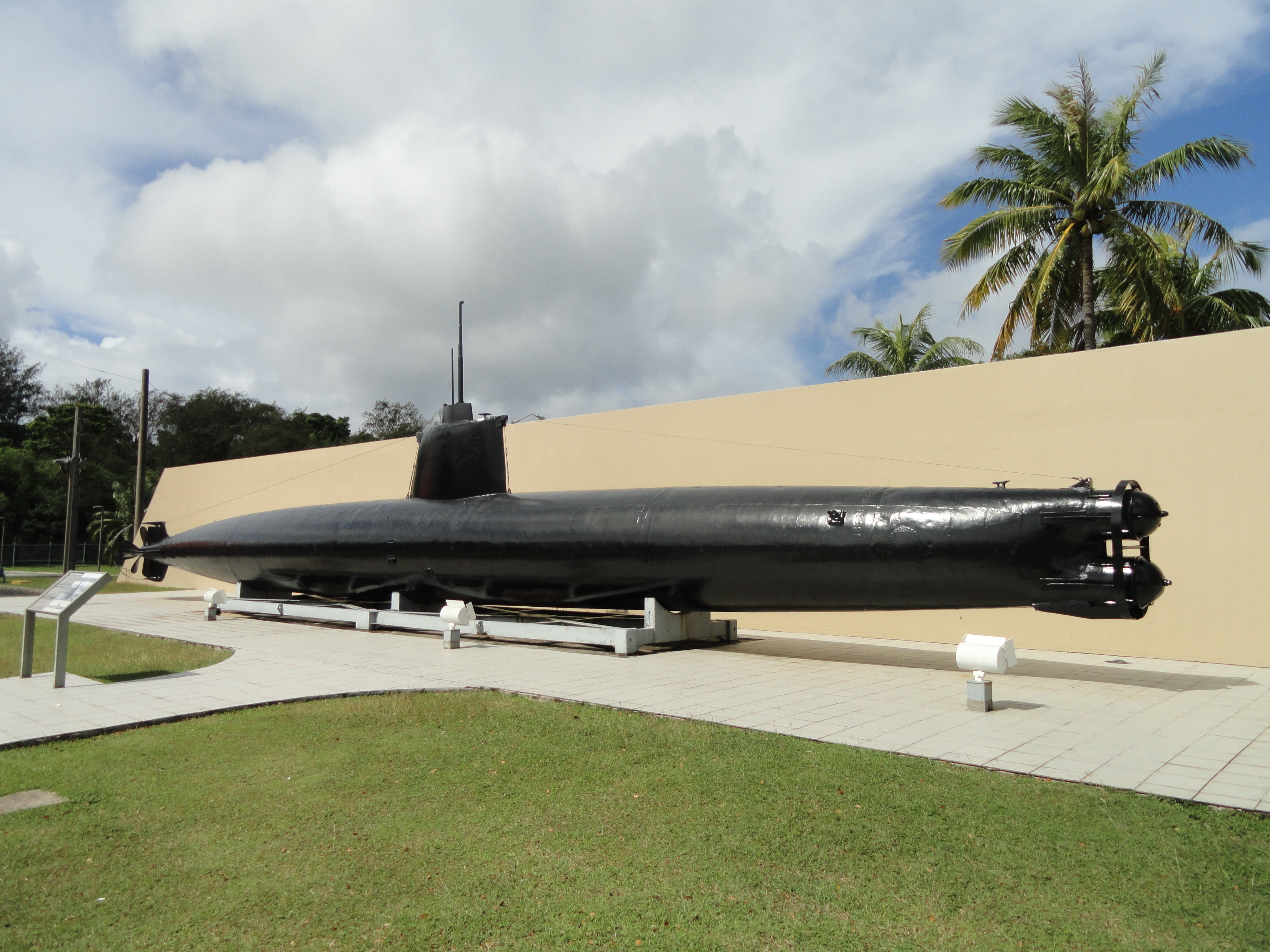
Ein Ko-hyoteki-Zwei-Mann-U-Boot

In der Nacht vom 6. auf den 7. Dezember 1941 patrouillierte der Zerstörer unter seinem neuen Kommandanten Lieutenant William W. Outerbridge vor der Hafeneinfahrt von Pearl Harbor. In der Nacht meldete das Minensuchboot USS Condor die Sichtung eines Periskops in der Nähe der Hafeneinfahrt. Die alarmierte Ward konnte jedoch kein U-Boot finden. Gegen 6:30 Uhr meldete dann auch das Versorgungsschiff USS Antares die Sichtung eines U-Boots und gegen 6:45 Uhr fand die Ward das U-Boot und versenkte es mit Geschützfeuer und Wasserbomben. Es handelte sich dabei um eines von fünf japanischen Kleinst-U-Booten, die versuchen sollten, in den Hafen einzudringen. Die Ward funkte eine verschlüsselte Nachricht an den Kommandeur des 14. Marinedistrikts, um diesen zu informieren, dass sie in der Hafenverteidigungszone ein U-Boot bekämpfe. Die Nachricht erreichte diesen aber zu spät, um noch Einfluss auf den Verlauf des japanischen Angriffs auf Pearl Harbor zu haben.

### Unterstützung der amphibischen Kriegsführung
1942 wurde die Ward an der US-amerikanischen Westküste zum Zerstörer-Schnelltransporter (gemeint ist ein schnelles Transportschiff auf Basis eines Zerstörers) umgebaut. Gemäß ihrer neuen Klassifizierung als Zerstörer-Transporter erhielt sie im Februar 1943 die neue Schiffskennung APD-16. Den Rest des Jahres wurde sie dann im Südpazifik im Gebiet der Salomonen als Transport und Geleitschiff eingesetzt. Ab Mitte August 1943 wurde das Schiff bei der Landung von US-Truppen auf Vella Lavella beteiligt. Ab Dezember 1943 nahm sie im Verlauf der Operation Cartwheel an amphibischen Landungen teil, unter anderem an den Angriffen auf Cape Gloucester, Saidor, Nissan Island, Emirau, Aitape, Biak, Cape Sansapor und Morotai. Am 17. Oktober 1944 setzte die Ward während der Eröffnungsphase der Invasion von Leyte Truppen auf Dinagat Island ab. In den folgenden zwei Monaten eskortierte sie Schiffe von und nach Leyte.

## Das Ende derWard

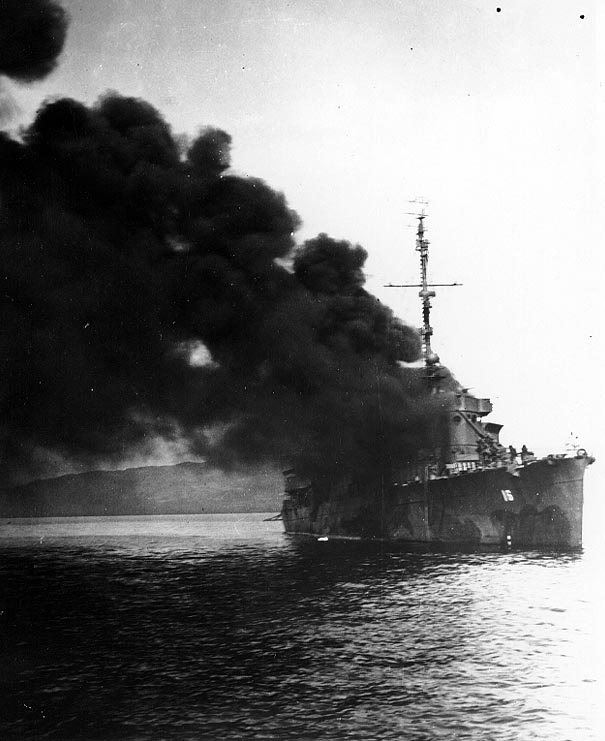
Die brennende Ward nach dem Angriff eines Kamikazefliegers

Am Morgen des 7. Dezembers 1944, genau drei Jahre nachdem die Ward vor Pearl Harbor das Feuer eröffnet hatte, wurde der Zerstörer von einem japanischen Kamikazeflieger mittschiffs getroffen und schwer beschädigt. Da es nicht gelang, die entstandenen Brände unter Kontrolle zu bringen, wurde das Schiff aufgegeben und – nach dem Abbergen der Besatzung – vom Zerstörer USS O'Brien mit Geschützfeuer versenkt. Kommandant der O’Brien war William W. Outerbridge, der ehemalige Kommandant der Ward.

### Ehrung der Besatzung derWard
Das Geschütz Nr. 3 der Ward, das am 7. Dezember 1941 den ersten Treffer auf dem japanischen U-Boot erzielte, überdauerte den Zerstörer, da es 1942 bei Umbauarbeiten entfernt worden war. Da die Besatzung der Ward 1941 zum größten Teil aus Mitgliedern der Marinereserve von Minnesota bestand, wurde das Geschütz 1958 von der Marine an den Bundesstaat Minnesota übergeben und steht seitdem vor dem Minnesota State Capitol in Saint Paul.

## Wrack
Das Wrack wurde am 3. Dezember 2017 vom Forschungsschiff Petrel in der Ormoc-Bucht auf einer Tiefe von 209 Metern entdeckt.